# Heerlijkheid Slenaken
De heerlijkheid Slenaken was een heerlijkheid binnen het Heilige Roomse Rijk. Het was niet ingedeeld bij een Kreits.  Slenaken is nu een deel van de gemeente Gulpen-Wittem
In 1728 kocht de graaf van Wittem, Ferdinand van Plettenberg de heerlijkheid Slenaken en verenigde deze met zijn graafschap. In 1771 verkocht de graaf van Wittem de heerlijkheid aan de graaf van Goltstein. De graaf van Goltstein deed een verzoek om toegelaten te worden tot de Westfaalse gravenbank. Omdat hij stadhouder was van het keurvorstendom Palts in de hertogdommen Gulik en Berg, kreeg hij de steun van het keurvorstendom Palts en het prinsbisdom Münster. Zijn verzoek werd toch afgewezen.
Na de annexatie in 1797 door Frankrijk, kreeg de graaf door paragraaf 24 van de Reichsdeputationshauptschluss van 25 februari 1803 een schadeloosstelling voor het verlies in de vorm van een rente.